# Nell'ombra di un delitto
Nell'ombra di un delitto (Exposed) è un film del 2016 diretto da Gee Malik Linton con lo pseudonimo di Declan Dale.
Il film, un thriller sceneggiato e coprodotto dallo stesso regista, inizialmente venne presentato col titolo Daughter of God.

## Trama
Il detective di polizia Scott Galban indaga sulle circostanze della morte del suo partner, il detective Cullen. A questo misterioso caso è legata anche una giovane donna di origini latine, di nome Isabel, che sostiene di avere delle visioni di "angeli". Apparentemente queste due storie parallele non hanno nulla in comune, ma non appena gli eventi maturano si scopre che la giovane donna, in qualche modo, è coinvolta nella vicenda.
Si scopre infatti che Cullen era un uomo corrotto e depravato. I superiori di Scott infatti preferiscono mettere tutto a tacere a causa della cattiva pubblicità che questa scoperta potrebbe avere sul dipartimento, e inoltre per preservare la pensione alla famiglia del detective Cullen.
Nel frattempo Isabel scopre di essere incinta. Ritiene che questo sia un altro "miracolo", poiché il marito da un anno è militare in Iraq. Dopo averlo comunicato alla famiglia del marito, però, nessuno crede alla sua storia e intimano Isabel di tornare a vivere dai propri genitori.
Col prosieguo del film, si scopre che gli "angeli" che vede Isabel non sono altro che una creazione della sua mente. Isabel ha creato questo mondo fittizio per fare in modo di sopportare meglio il ricordo traumatico di essere stata molestata e violentata proprio dal detective Cullen nella stazione della metropolitana (da cui la gravidanza). Si scopre infatti che è stata proprio lei a colpire il detective con un coltello ed a buttarlo sui binari.
Il ritorno nella casa dei genitori di Isabel, le fa ricordare come un fiume in piena di essere stata molestata sessualmente dal padre quando era piccola e così, afferrando un coltello, lo uccide. Il film si conclude con Isabel che, entrata in una chiesa, prega affinché il Signore le dia la forza di superare questi eventi.